# Colonia Delaware
Colonia Delaware, conform originalului din engleză, Delaware Colony, a fost una din coloniile engleze din America de Nord, care a devenit ulterior entitatea statală Delaware, parte a Statelor Unite ale Americii.

## Stabilirea europenilor

### Olandezii
Începând cu stabilirea timpurie a olandezilor din 1631 și până la conducerea coloniei de către Colonia Pennsylvania din 1682, suprafața de pământ care urma să devină viitorul stat Delaware al Uniunii a trecut prin multe mâini.  Acesta a fost unul din motivele esențiale pentru care societatea din Delaware a devenit foarte heterogenă fiind alcătuită din oameni foarte diferiți religios și cultural. 
În timpul călătoriei sale din anul 1609 de explorare al presupusului en  Pasaj de Nord-Vest, care s-a dovedit ulterior a fi o rută arctică de comunicare dintre oceanele Atlantic și Pacific, Henry Hudson a ajuns să navigheze în apele golfului care este numit azi Delaware Bay.  Hudson a denumit și râul care se varsă în Delaware Bay cu numele de South River, dar numele acestuia va fi schimbat ulterior de către Samuel Argall, care a descoperit în 1610 că râul avea un curs alterat față de descrierile lui Hudson.  Redenumirea râului în Delaware River de către Argall va fi făcută după numele guvernatorului coloniei, Lord De La Warr.

### Epoca vânării balenelor
Nici olandezii, nici englezii nu au manifestat nici un fel de interes în stabilirea unor așezări permanente în stagiile inițiale ale prezenței lor pe aceste pământuri.  Prima încercare de așezământ permanent a aparținut olandezilor, care, în 1631, au trimis un grup de douăzeci de oameni ca să construiască un fort în Cape Henlopen, situat pe Lewes Creek.  Această primă colonie a fost stabilită pentru a putea facilita vânarea balenelor și prelucrarea uleiului rezultat în urma exploatării vânării acestora.  Oricum, această colonie a fost masacrată în întregime de către nativii americani ai locurilor, aparent conform unei neînțelegeri.

### Suedezii și olandezii
În anul 1638, New Sweden Company a creat prima așezare permanentă din Delaware, realizând, de asemenea, un avanpost la Minquan Kil, care era menit a proteja colonia.  Ulterior, acest avanpost a fost redenumit după numele reginei Suediei, devenind Fort Christina.  Unul din guvernatorii timpurii faimoși ai așezării a fost colonelul Johan Printz, care a fost comandantul coloniei timp de zece ani, până la succesiunea sa de către John Rising în 1654 .  Terminarea guvernării suedeze s-a petrecut în 1655.  Olandezul Peter Stuyvesant a venit împreună cu flota sa, capturând forțele militare suedeze și forturile acestora, deci stabilind controlul asupra coloniei.  Orașul New Amsterdam, care în timp a evoluat în deveni actualul New York City, a fost fondat tot atunci, devenind centru comercial și locul sediului administrației coloniei.

### Englezii
În anul 1664, după ce James, Duke of York, cucerise New Amsterdam, Sir Robert Carr a fost trimis în zona Delaware River, unde a preluat controlul așezării New Amstel pe care a redenumit-o New Castle.  Această trecere a locurilor sub control englez a terminat dominarea olandezilor în această zonă a coloniei, iar ulterior, prin extensie, a terminat oricare din pretențiile lor teritoriale ulterioare din America de Nord colonială. Pentru următoarii 18 ani, între 1664 și 1682, Delaware a fost guvernat din New York de un adjunct al Ducelui de York.
În 1681, lui William Penn i-a fost conferit dreptul de a administra [The] Province of Pennsylvania de către King Charles II și, implicit, a dobândit și titlul de guvernator.  Imediat după aceasta, Penn a cerut ducelui de York dreptul de administra și teritoriul coloniei Delaware, drept care i s-a acordat ulterior de către duce.  În ciuda entuziasmului inițial pe care l-a manifestat în a guverna și Colonia Delaware, Penn a realizat foarte repede că acest lucru era foarte greu de realizat, în primul rând din cauza numeroaselor etnicii care formau colonia. Delaware era în continuare un "melting pot" de naționalități și etnicități, suedezii, finlandezii, olandezii, francezii și englezii fiind cei mai reprezentativi dintre coloniștii europeni stabiliți acolo.
Încercarea ulterioară a guvernatorului Penn de a fuziona cele două guverne, ale Pennsylvaniei și ale "comitatelor de jos" ale Delaware-ului a fost total sortită eșecului. Reprezentativii celor două zone ducea lupte legale interminabile pe seama oricăror probleme. În final, în 1701, Penn nu s-a mai opus evidenței, Delaware și Pennsylvania vor avea ansamble reprezentative separate care urmau să se întrunească separat. Reprezentativi coloniei Delaware urmau să aibă sediul ansamblului la New Castle, iar cei ai provinciei Pennsylvania urmau să se întrunească în Philadelphia.

## Scurt istoric
Zona care reprezintă actualmente statul Delaware a fost posesiunea lui William Penn, Quaker-ul care a fost și posesorul Provinciei Pennsylvania. În final, Penn a donat partea inferioară a coloniilor reunite, care era aproximativ de suprafața statului Delaware de azi, fratelui Regelui Iacob al II-lea (în engleză, King James II of England).
În documentele contemporane din perioada timpurie a Revoluției americane, zona este, în general menționată ca "Cele trei comitate inferioare de pe Râul Delaware" (conform originalului, "The Three Lower Counties on the Delaware River", sau, pe scurt, Lower Counties on Delaware) sau chiar prin numele celor trei comitate. Denumirea acestor comitate ca inferioare ("Lower Counties") se referea la faptul New Castle, Kent și Sussex erau situate pe cursul inferior al fluviuului Delaware comparativ cu comitatele care constituiau provincia Pennsylvania. Numele de Delaware River însuși fusese dat după Thomas West, Lord De La Warr, cel de-al doilea guvernator al statului Virginia.